# Тигина (футбольний клуб)
«Тигина» (Бенде́ри) (рум. FC Tighina) — молдовський футбольний клуб з міста Бендери. Заснований 1950 року. Виступав до 2013 року в Дивізіоні А, на стадіоні «Динамо», після чого через проблеми фінансування був відправлений у Дивізіон Б.

## Історія
Футбольний клуб був заснований 1950 року під назвою «Буревісник» (Бендери). У радянський період команда виступала в чемпіонатах СРСР по класу «Б» і в другій лізі, але найбільше брала участь у першості Молдавської РСР. Вдало виступивши в одній з територіальних зон 1990 року, на наступний сезон команда піднялася в Буферну зону другої ліги СРСР. В першому національному Чемпіонаті Молдови футбольний клуб зайняв 4-е місце, але потім два сезони займав 11-е. В сезоні 1994/95 команда повернула собі 4-у позицію, всього на очко відставши від бронзового призера «Олімпії (Бєльці)», але в наступному сезоні опустилася вниз на 12-е місце.
У 1998 році команда вперше в історії вилетіла з елітного дивізіону Молдови, куди повернулась лише 2005 року.
2011 року команда зайняла останнє 14 місце в Національному дивізіоні і вилетіла до Дивізіону «А», а влітку 2013 року, через проблеми з фінансуванням, команда знята з змагань Дивізіону «А» і заявлена в Дивізіон «Б».

## Колишні назви

Логотип клубу «Динамо» (Бендери) (2001–2010)

- 1950–1958 — Буревісник (Бендери)
- 1959 — Локомотив (Бендери)
- 1960–1973 — Ніструл (Бендери)
- 1974–1987 — Харчовик Бендери
- 1988, 1990, 1992–1996 — Тигина
- 1989 — Тигина-РШВСМ
- 1991 — Тигина-Апоель
- 1996–1999 — Динамо (Бендери)
- 1999–2000 — Динамо-Стімолд Тигина
- 2001–2010 — Динамо (Бендери)
- З 2011 — Тигина (Бендери)

## Відомі гравці
- Євген Іванов
- Ігор Бугайов
- Олександр Гузун
- Олег Твердохлібов
- Ігор Кучук
- /  Сергій Квасников
- /  Михайло Павлов

## Український слід
- Тимур Романець